# Толи Вулова
Толи Димитрова Вулова  е българска журналистка, театроведка, авторка и режисьорка на документални филми.

## Биография
Толи Вулова е родена на 27 март 1972 г. в София, България. Баща ѝ Димитър Вулов е театровед, дългогодишен заместник главен редактор на Телевизионния театър в БНТ. Майка ѝ Мария Никоевска е българска актриса. Има син – Людмил Христов.
Завършва началното си образование в 1-во ЕСПУ „Димитър Благоев“ в София, а средното – в Немската езикова гимназия 91 СПУ „Карл Либкнехт“, София. През 1991 година постъпва във ВИТИЗ „Кръстьо Сарафов“ в класа на проф. Димитър Канушев и през 1996 г. се дипломира с магистърска степен по театрознание.
Член на СБФД – секция режисура, и на СБЖ.

## Творчество
По време на следването си Толи Вулова работи за различни медии – в. „Земеделско знаме“, сп. „Театър“, репортерка на националното радио „Христо Ботев“, радио „7 дни“ и радио „Ватикана“, ТВ „7 дни“.
От 1997 година е режисьорка и сценаристка на свободна практика. Голяма част от документалните ѝ филми (над сто) са на историческа тематика. Сред най-излъчваните са за Руско-турската освободителна война, християнството по българските земи, крепостите в България, Перперикон, Татул, Христо Ботев, Васил Левски и други. Авторка е на телевизионни новели, музикални клипове и концерти. Има реализирани проекти за италианската фирма Petrolvilla Group и за National Geographic.
Хонорувана журналистка е към списанията: „Наш дом“ и „Жената днес“.
Толи Вулова е арт-организаторка на фестивал SoFest и част от мениджърския екип на групата Western Balkans Bend BG с участието на Теодосий Спасов, Влатко Стефановски, Васил Хаджиманов и други.

## Филмография

### Режисьорка
- Пусни косата си човече – тв новела
- Очи в очи – музикален филм
- Спектакъл – концерт с групите БТР и Insigt
- Музикални клипове на групите Insigt и Higher Voltag

#### Документални филми – режисьорка и сценаристка
- На борба със стихиите
- Логичният избор – продуцент Petrolvilla Group Italy
- Високо напрежение – продуцент Petrolvilla Group Italy
- 40 W любов – продуцент Petrolvilla Group Italy
- КА – продуцент Energy KA
- Паметникът на Опълченеца
- София: Интервю с вампир – продуцент National Geograhic, три серии

#### Документални филми – режисьорка и съсценаристка
- Храмът
- Спасеният град
- Градът на Мелса
- Островът
- Меден рид
- Загадката Паисий
- Странджански реликви
- Араповски манастир
- Гранична твърдина
- Некрополът
- Ропотамо
- Узунбоджак
- Перперикон
- Каменни щитове – за крепостите в България, две серии
- Хроника но войната 1876 – 1878 г. – четири серии
- Бургас
- Християнството по българските земи – три серии
- Златоград – градът на Делю войвода
- Храмове на българската памет – поредица с над 80 филма
- Железният генерал – за ген. Владимир Вазов
- На 12 дни път от Мраморно море – две серии
- Спасените реликви – две серии
- Първата световна война – две серии
- Априлско въстание